# Louis Andrieux

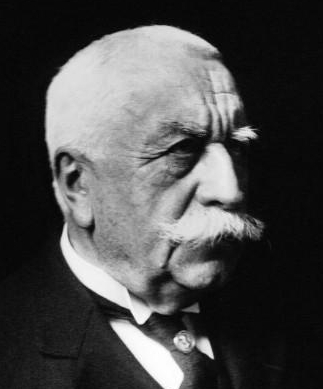
Louis Andrieux

Louis Andrieux (* 20. Juli 1840 in Trévoux; † 27. August 1931 in Paris) war ein französischer Politiker, später Polizeipräfekt von Paris und Botschafter in Madrid.

## Leben
Louis Andrieux studierte in Paris Jura und ließ sich anschließend in Lyon als Rechtsanwalt nieder. In vielen Prozessen, auch politischer Natur, konnte er sich einen Namen machen. In Lyon gründete Andrieux eine private Rechtsschule und fand dort auch eine Plattform als einer der Vorkämpfer der liberalen Partei gegen das Kaiserreich. Wegen einer Beleidigung von Kaiser Napoléon III. wurde Andrieux 1870 zu drei Monaten Gefängnis verurteilt.
Nach dem deutschen Sieg in der Schlacht von Sedan wurde er zum Prokurator der Republik in Lyon ernannt und hatte zwischen der revolutionären und reaktionären Partei eine schwere Stellung; trotzdem erfüllte er nach beiden Seiten hin seine Pflichten. Nach der Abdankung von Adolphe Thiers 1873 bat auch Andrieux um seine Entlassung aus dem Staatsdienst und bekämpfte mit Entschiedenheit den reaktionären Präfekten von Lyon, Joseph Ducros.
Im Jahr 1876 wurde er in die Deputiertenkammer gewählt, in der er sich der Republikanischen Union anschloss und für die Einigkeit der liberalen Parteien wirkte. Er war 1879 Berichterstatter über den Gesetzentwurf, betreffend die teilweise Amnestie, und wurde darauf zum Polizeipräfekten von Paris ernannt, als der er aber von den Radikalen heftig angefeindet wurde. Er erhielt daher im Juli 1881 seine Entlassung und wurde 1882 zum Botschafter in Madrid ernannt, aber als Gegner der Parteigänger Léon Gambettas bald wieder abberufen und bekämpfte seitdem diese aufs Heftigste.
Louis Andrieux ist der biologische Vater des Schriftstellers und Dichters Louis Aragon (1897–1982).

## Werke
- Souvenirs d'un ancien préfet de police (1885, 2 Bände)
- La Révision (1889)
- A travers la république. Mémoires (1926)